# Callie & Son
Callie & Son (conocida en Argentina como Callie y su hijo) es una película de drama de 1981, dirigida por Waris Hussein, escrita por Thomas Thompson, musicalizada por Billy Goldenberg, en la fotografía estuvo Dennis Dalzell, los protagonistas son Lindsay Wagner, Jameson Parker y Dabney Coleman, entre otros. El filme fue realizado por Rosilyn Heller Productions, Hemdale, City Films y Motown Productions, se estrenó el 13 de octubre de 1981.

## Sinopsis
Callie tuvo un hijo en la adolescencia. Acababa de salir de la sala de partos y le sacaron a su bebé para después comercializarlo en el mercado negro. Ella espera hallarlo en algún momento.